# 里奇韋鎮區 (伊利諾伊州加拉廷縣)
里奇韋鎮區（英語：Ridgway Township）是位於美國伊利諾伊州加拉廷縣的一個行政鎮區。

## 地方資料
根據2010年美國人口普查的數據，里奇韋鎮區的面積為92.00平方千米，當中陸地面積為91.95平方千米，而水域面積為0.05平方千米。當地共有人口871人，而人口密度為每平方千米9.47人。